# 록맨 3: Dr. 와일리의 최후!?
《록맨 3: Dr. 와일리의 최후!?》(ロックマン3 Dr.ワイリーの最期!?)는 캡콤이 패미컴으로 발매한 액션 플랫폼 게임이다. 오리지널 록맨 시리즈 세번째 작품으로, 1990년 9월 28일에 일본에서 최초로 발매됐다. 같은 해 북미에선 《메가맨 3》(Mega Man 3)라는 이름으로 출시됐고, 1992년에는 유럽 지역으로 발매됐다.
록맨 3는 플레이스테이션과 모바일 등 여러 플랫폼에 이식돼 재발매됐고, 메가맨 애니버서리 에디션이나 메가맨 레거시 컬렉션같은 합본에도 포함됐다.

## 줄거리
록맨 2에서의 사건 이후, 악당 닥터 와일리는 개심해 록맨의 제작자 닥터 라이트에게 협력해 세계의 평화를 지킬 거대로봇 '감마'를 제작하던 중이었다. 그런데 어느 날, 자원을 채취하던 로봇들이 갑작스런 폭동을 일으켜 감마의 에너지원을 뺏어간다. 록맨은 다시 무장을 하고 나서서 이 혼란의 주범인 여덟 로봇들(스파크맨, 스네이크맨, 니들맨, 톱맨, 섀도맨, 마그넷맨, 제미니맨, 하드맨)을 하나씩 해치운다. 임무 중간에 록맨과 비슷한 능력을 가진 로봇 브레이크맨와 록맨 2 로봇들의 능력을 소유한 닥 로봇들마저 전부 무찌른 록맨은 무사히 목표를 이룬다.
그러나 이 소란은 사실 와일리 박사가 꾸민 음모였고, 록맨이 로봇들과 싸우는 동안 감마를 무단으로 출격시켜 세계정복의 꿈을 다시 노린다. 록맨은 다시 한번 와일리가 세운 성채에 들어가 와일리가 조종하는 감마를 무력화시키고 그를 사로잡는데 성공한다. 하지만 싸움의 충격으로 건물이 무너지는 와중에 록맨과 와일리 둘다 잔해에 깔리지만, 브레이크맨이 나타나서 록맨을 구출한다. 록맨이 자신의 집에서 다시 정신을 찾았을 때, 라이트 박사로부터 록맨을 구해준 정체불명의 인물이 자신이 제작했던 프로토타입인 록맨의 형 블루스였음을 전해듣게 된다.

## 등장 8보스
- 마그넷맨 / 록 버스터 (보스 재생실의 스파크 쇼크)
- 하드맨 / 마그넷 미사일
- 탑맨 / 하드 너클
- 섀도맨 / 탑 스핀
- 스파크맨 / 섀도 블레이드
- 스네이크맨 / 록 버스터 (보스 재생실의 니들 캐논)
- 제미니맨 / 서치 스네이크
- 니들맨 / 제미니 레이저

## 평가
| 평가 |          |
| --- | -------- |
| 평론 점수 평론사 점수 올게임 [ 13 ] 드래곤 [ 14 ] EGM 9 / 10 [ 15 ] 유로게이머 9 / 10 [ 16 ] 패미츠 23 / 40 [ 17 ] IGN 9.5 / 10 [ 18 ] 닌텐도 파워 [ 10 ] |          |
| 평론 점수 |          |
| 평론사 | 점수     |
| 올게임 | [ 13 ]   |
| 드래곤 | [ 14 ]   |
| EGM | 9 / 10   |
| 유로게이머 | 9 / 10   |
| 패미츠 | 23 / 40  |
| IGN | 9.5 / 10 |
| 닌텐도 파워 | [ 10 ]   |